# Eclipse de luna (canção)
"Eclipse de luna" é uma canção gravada pela cantora e atriz mexicana Maite Perroni para o seu álbum de estreia de mesmo nome. Foi composta pela própria intérprete juntamente com Christopher Manhey e Koko Stambuk, sendo que o último se encarregou também da sua produção. Derivada da mescla entre pop latino e bachata, a faixa foi lançada pela Warner Music em 17 de setembro de 2013 como o segundo single do álbum. A nível lírico, "Eclipse de luna" é sobre o amor e a idealização da pessoa amada. No campo comercial, obteve números medianos, entrando na Mexico Airplay e na Mexico Espanol Airplay, paradas mexicanas monitoradas pela Billboard em que atingiu as posições 27 e 12 respectivamente.
O videoclipe de "Eclipse de luna" foi filmado em cidades do estado de Iucatã, no México, e lançado em 9 de dezembro de 2013 no canal de Perroni no YouTube. Dirigido por Stambuk, o material mostra a artista em meio a paisagens naturais. A cantora também aparece em cenas românticas acompanhada de um homem, com o qual ela dança e mergulha na água. Além de ser incluída no repertório da primeira turnê mundial de Perroni, a Eclipse de Luna Tour (2014–2015), "Eclipse de luna" foi regravada em português sob o título "Como se Explica o Amor", servindo como tema de abertura para a exibição brasileira no SBT da telenovela mexicana Mi pecado (2009), protagonizada por Perroni. Lançada como single promocional em 15 de julho de 2014, essa versão foi adicionada à edição deluxe brasileira do álbum.

## Antecedentes e lançamento
Em 2012, Maite Perroni assinou com Warner Music, a fim de investir em sua carreira musical. Com o intuito de estudar música e preparar o seu álbum de estreia solo, ela se mudou em fevereiro de 2013 para a cidade de Nova Iorque. Também anunciou que o cantor chileno Koko Stambuk seria produtor do disco. O single de estreia da artista, "Tú y yo", foi lançado em junho, quatro meses após a sua mudança para Nova Iorque, e se converteu em um êxito. O álbum, intitulado Eclipse de luna, foi lançado em 27 de agosto e obteve também sucesso comercial, atingindo as dez primeiras posições tanto no México como nas paradas de álbuns latinos nos Estados Unidos.
Para continuar a promover o disco, a sua faixa-título foi escolhida como o seu segundo single, sendo lançada em 17 de setembro de 2013 por meio de um vídeo lírico no canal de Perroni no YouTube. Na época do lançamento do álbum, a cantora já havia reconhecido "Eclipse de luna" como uma de suas faixas preferidas do projeto, declarando: "A lua é um símbolo muito importante para mim, gosto muito dela. Adoro que o disco possa se chamar assim porque é uma fusão de muitas coisas e é um eclipse no fim das contas. É uma nova etapa na minha vida com foco na minha música." Uma versão da canção em dueto com o cantor venezuelano Carlos Baute foi cogitada.
"Eclipse de luna" foi regravada em português para a abertura de Mi pecado, telenovela mexicana de 2009 protagonizada por Perroni. Esse tema de abertura foi usado durante a exibição da trama no SBT. A regravação, intitulada "Como se Explica o Amor", foi lançada digitalmente em 15 de julho de 2014.

## Composição e desempenho comercial
"Eclipse de luna" é derivada da mescla entre bachata e pop latino, tal como "Tú y yo". Com duração de 3 minutos e 37 segundos (3:37), a faixa foi composta e produzida por Koko Stambuk, com o auxílio de Christopher Manhey e Perroni na composição. O seu arranjo musical inclui guitarra elétrica e acústica, bateria e baixo. O conteúdo lírico de "Eclipse de luna" trata do amor e da idealização da pessoa amada. Sobre o significado da canção, Perroni declarou: "Sabe aquele sentimento profundo, de quando amamos, aquela paixão inexplicável? É sobre isso que fala a música."
Comercialmente, "Eclipse de luna" teve um desempenho mais modesto em comparação a "Tú y yo", trabalho anterior de Perroni. A faixa-título do álbum entrou em duas paradas mexicanas monitoradas pela Billboard, a Mexico Airplay e a Mexico Espanol Airplay, nas quais alcançou respectivamente as posições de número 27 e 12. Por outro lado, converteu-se no single do projeto com a maior permanência em ambos os gráficos, tendo passado 22 semanas no Mexico Airplay e 16 no Mexico Espanol Airplay.

## Divulgação
"Eclipse de luna" foi interpretada ao vivo por Perroni nos concertos de sua primeira turnê mundial, a Eclipse de Luna Tour. "Como se Explica o Amor", por sua vez, foi incluída na única data brasileira da turnê, em 23 de novembro de 2014. Na ocasião Perroni interpretou a versão em português com a participação da cantora brasileira Wanessa Camargo.
A divulgação de "Eclipse de luna" contou ainda com dois videoclipes, sendo um deles uma versão do original, intitulada "Baile", que contém cenas focadas somentes na coreografia. Essa versão foi disponibilizada em 10 de março de 2014 no canal de Perroni no YouTube. O material original foi gravado em novembro de 2013 em praias e cidades do estado mexicano de Iucatã. Dirigida por Koko Stambuk, a produção foi lançada em 9 de dezembro de 2013, também no canal da intérprete no YouTube, e as suas cenas exibem Perroni em uma imagem sedutora, sendo que ela se encontra em um vestido branco em alguns trechos. O vídeo apresenta uma temática dançante, tal como o de "Tú y yo", contendo ainda cenas na natureza e com animais como cavalos e flamingos, bem como mostra Perroni dançando e se envolvendo romanticamente com um homem, com o qual ela mergulha e fica submersa na água em dado momento.

## Créditos
Créditos da canção "Eclipse de luna" adaptados do encarte do álbum Eclipse de luna.
Gravação
- Gravada em Quad Studios (Nova Iorque, NI)
- Masterizada em Baker Mastering (Los Angeles, Califórnia)
- Mixada em Hand on Sound Inc Studios (Miami, Flórida)

Pessoal
| - Maite Perroni – composição - Koko Stambuk – composição, produção musical, engenharia de gravação, guitarras adicionais, vocais de apoio - Christopher Manhey – composição - Tyquan Gholso – engenharia de gravação - Pablo "Tonton" Goh – engenharia de gravação - Angelo Vasquez – engenharia de gravação - Kyrill Bozhko – assistência da engenharia de gravação - Luis Lubo – assistência da engenharia de gravação - Tom Baker – masterização | - Javier Garza – mixagem - Lee Levine – bateria - Richard Bravo – percussão - Guilhermo Vadala – baixo - Rafa Payan – guitarra acústica, guitarra elétrica, guitarra de aço - Gige Vidal – teclados, piano, arranjo de cordas - Nick Danielson – cordas - Adam Fisher – cordas - Sammy Merdirian – cordas - Lev "Ljova" Zhurbin – cordas |

## Paradas musicais
| Parada musical (2013)                     | Melhor posição |
| ----------------------------------------- | -------------- |
| México (Billboard Mexico Airplay)         | 27             |
| México (Billboard Mexico Espanol Airplay) | 12             |